# Chinesischer Weißer Delfin
Der Chinesische Weiße Delfin (Sousa chinensis, chinesisch 中華白海豚, Pinyin Zhōnghuá bái hǎitún) ist eine Delfinart aus dem zentralen, tropischen Indopazifik.

## Systematik
Der Artstatus des Kamerunflussdelfins (Sousa teuszii), dessen Verbreitungsgebiet im Atlantik weit entfernt von dem der anderen Tiere der Gattung Sousa liegt und der sich auch in Anzahl der Wirbel und Zähne unterscheidet, ist weitgehend außer Zweifel. Die Populationen im Indopazifik wurden traditionell als eine einzige Art (Sousa chinensis) betrachtet. Dale Rice, Rüdiger Wandrey, sowie Mendez und Mitarbeiter unterschieden jedoch eine westliche Art, den Bleifarbenen Delfin (Sousa plumbea), der sich farblich unterscheidet, einen deutlichen Rückenbuckel besitzt und dessen Verbreitungsgebiet von Südafrika bis Ostindien reicht. Sousa sahulensis, eine bis 2014 unbeschriebene Art, lebt an der Nordküste Australiens. 2015 wurde Sousa chinensis taiwanensis beschrieben, eine in der Formosastraße vorkommende Unterart des Chinesischen Weißen Delfins, die sich durch eine Musterung mit kleinen, dunklen Punkten von der Nominatform (S. c. chinensis) unterscheidet.

## Verbreitung
Chinesische Weiße Delfine sind im tropischen Indopazifik beheimatet, ihr Verbreitungsgebiet reicht von der Ostküste des Indischen Subkontinents etwa von den Mündungen von Krishna und Godavari über Südostasien, einschließlich des indonesischen Raums bis zum südlichen China. Sie bevorzugen Küstenregionen mit einer Wassertiefe von höchstens 20 Meter und kommen selten auf das offene Meer hinaus. Allerdings sind diese Tiere gelegentlich in Flüssen zu finden, wie dem Jangtsekiang, jedoch schwimmen sie nur selten weiter ins Landesinnere und halten sich vorwiegend in den Mündungsbereichen auf.

## Beschreibung
Chinesische Weiße Delfine erreichen eine Länge von 2,4 bis 2,8 Meter und ein Gewicht von 170 bis 260 kg. Die Färbung variiert je nach Alter und Population, ist jedoch meist ein hellgrau oder weiß, das bis ins rosafarbene übergehen kann. Der für die Gattung typische Rückenbuckel, auf dem bei anderen Sousa-Arten die dreieckige Finne sitzt, fehlt beim Chinesischen Weißen Delfin. Der Kopf ist durch eine lange Schnauze und eine leicht eingedrückte Melone gekennzeichnet.

## Lebensweise
Der Lebensraum dieser Delfine sind seichte, warme Küstengewässer und Brackwasserregionen. Sie bevorzugen Sandbänke oder mangrovenbestandene Küstenabschnitte, sind aber auch in Riffregionen wie dem Great Barrier Reef zu finden. Sie leben in kleinen Gruppen von drei bis sieben Tieren, können sich aber auch zu größeren Verbänden zusammenschließen. Manchmal vergesellschaften sie sich mit Großen Tümmlern, Glattschweinswalen und anderen Walarten. Chinesische Weiße Delfine gelten als langsame Schwimmer und vorsichtige Tiere, die sich von Booten eher entfernen. Die Nahrung dieser Tiere besteht vorwiegend aus Fischen, daneben nehmen sie auch Krebstiere zu sich.

## Bedrohung
Manchmal werden diese Delfine wegen ihres Fleisches gejagt, allerdings nicht in großem und kommerziellem Ausmaß. Größer sind andere Bedrohungen für diese Tiere: die Fischerei, da sie sich immer wieder in Fischernetzen verfangen, der Bootsverkehr, da die Motorengeräusche die Unterwasserortung der Tiere stören oder sie durch Schiffspropeller getötet werden, die Rodung der Mangrovenwälder an den Küsten sowie die Verschmutzung der Meere. Vor allem in dicht besiedelten Regionen wie dem südöstlichen China haben diese Praktiken zu einem Rückgang der Population geführt.